# 板野成美
板野 成美（いたの なるみ、1995年8月21日 - ）は、日本の女優・グラビアアイドル。神奈川県横浜市出身。姉は元AKB48の板野友美。姉婿（姉・友美の夫。法律上義兄とはなるが、成美より2学年年少）は東京ヤクルトスワローズの高橋奎二。身長：156cm。スリーサイズ：B80cm,W58cm,H80cm。SHIBA Entertainmentと業務提携。

## 略歴
- 高3から舞台に出演[2]。
- 2014年、ドラマ『平成猿蟹合戦図』（WOWOW）に出演[2]。
- 2015年3月、サンドイッチチェーン「サブウェイ」の新CMでテレビCMデビュー[3]。
- 2015年11月、HIPPY「Last Love」のミュージックビデオに出演[2][4]。当時の芸名は、姉の存在に頼らないようにするため、名字なしの「成美」としていた。2018年1月に現在の板野成美に改名[5]。
- 2020年4月16日からTik Tokを開始。本人や可愛がっているペットの動画などを主にアップしている。
- 2020年7月7日からイチナナライブを開始。毎日、昼12時から1時間ほど配信を行っている。(現在は休止)
- 2020年8月13日、同じく女優やグラビアをしている和久井雅子と共にYoutubeチャンネル『なるまぁちゃんねる』を開設（現在無期限休止中）。
- 2023年、実姉・板野友美が運営するライフスタイルブランド「Rosy luce（ロージールーチェ）」が立ち上げた、板野友美の妹分として活躍する新プロジェクト「RoLuANGEL（ロールエンジェル）」の第1期生として応募。
- 2023年10月21日に書類選考を通過した140名を対象にしたオーディションへ進み、同年11月3日に早稲田大学で開かれた早稲田祭2023年のメインステージで最終選考メンバーとして出演。公開オーディションと一般投票を行い、この結果を経て第1期生に選ばれる。
- RoLuANGELの副リーダー。キャッチフレーズは「RoLuANGELのマイペースな長女」。担当カラーはライムグリーン。[6]

## 人物
- 身長156cm。B80・W58・H80[1]。
- 中学時代はバドミントン部、高校時代はダンス部に所属[2]。
- 趣味：料理、デパ地下巡り、ヨガ、キックボクシング、麻雀、サウナ巡り[要出典]
- 特技：ダンス、エレクトーン、バドミントン[要出典]
- 資格：漢検2級、英検3級[要出典]、ペットシッター士
- 姉の友美のSNSに2011年からたびたびツーショット写真で登場し、注目される[2]。
- 学生時代のあだ名は「チョコ」（名字の「板野」から「板チョコ」というあだ名がつき、最終的には「チョコ」になったそう）
- あこがれの女優は石原さとみ[7]。
- かつては姉と同じAKB48に入りたかったが、総選挙などで姉妹が対立するのを懸念した母親に反対され、断念[5]。

## 出演

### 舞台

#### 2013年
- 比翼の鳥 / ファイティング・サトコ（2013年）[8]

#### 2018年
- Salvage ～最期の贈り物～（2018年4月18日 - 22日） - 霧島菜摘 役
- ミュージカル座「トラブルショー」（2018年10月18日 - 22日、光が丘IMA） - 南マコ 役
- 朗読劇 彩才女組Vol.9 Recitation Drama「晴天に雨、あのコと私。」（2018年11月23日限定公演、R‘s アートコート） - 白狐 役
- 神田時来組「志士たち」（2018年12月5日 - 9日、俳優座劇場） - 小鈴 役

#### 2019年
- カーテンコール（2019年3月28日 - 31日、新宿村LIVE） - マキ 役
- 奇々怪々喜劇「SUN HUMAN」（2019年10月18日 - 20日、しもきた空間リバティ） - ノゾミ 役
- 神田時来組 泉賢太郎 演出作品「次郎長、渡世人辞めるってよ」（2019年12月11日 - 15日、俳優座劇場） - 小紅 役

#### 2020年
- Peachboysコント短編集「昇天」（2020年1月24日 - 26日、Petit MOA） - カオリ 役
- 東京遊撃手 by World-ps 第7回公演「リセット」（2020年2月13日 - 17日、築地本願寺ブディストホール） - 柴田愛里 役
- READING LIVE DREAM ～2020 in August～（2020年8月5日 - 16日、上野ストアハウス） - もち役

#### 2021年
- 神田時来組「大人の文化祭 時来組の仲間達を招いて」（2021年2月20日 - 23日、神保町アートスポットラド）
- イベント企画oz vol.5「ブレインズ・グラフィティ」（2021年4月14日 - 18日、シアターグリーン BIG TREE THEATER）- 雨宮奈々役
- イベント企画oz vol.8「蒼天の宴」（2021年7月9日 - 11日、吉祥寺シアター）- 雪女役
- 神田時来組「幕末モンだけどアルゼンチンタンゴから歌謡曲までなんでも使ってもいいよね　令和版!!そして龍馬は殺された」（2021年12月9日 - 12日、俳優座劇場）- お仙役

#### 2022年
- イベント企画oz vol.12「月光鴉 - 蒼天の宴外伝」（2022年1月13日 - 16日、シアターグリーン BOX in BOX THEATER）- 雪 /雪女役
- Yプロジェクト「雨と夢のあとに」（2022年5月25日 - 29日、渋谷区文化総合センター大和田 伝承ホール）- 青山ちえみ役
- イベント企画oz vol.14「蒼天の宴 2022夏」（2022年7月6日 - 10日、新宿シアターサンモール）- 雪女役
- わたなべやしき「ナスとオクラ」（2022年8月5日-7日、中目黒キンケロ・シアター）-アナウンサー・小川・岩辺・成子役
- 宿り木プロデュース公演Vol.1「あi」（2022年10月18日 - 23日、新宿シアターブラッツ）- 斎藤さん・マサミ・結婚式司会者役
- 神田時来組「龍馬が翔ぶ」（2022年12月14日 - 18日、俳優座劇場）- お仙役

#### 2023年
- イルカ団「ARSÈNE LUPIN〜アルセーヌ・ルパン〜『en Prison!!』」（2023年1月11日 - 15日、上野ストアハウス）- アリス・ジャーランド役
- イベント企画oz vol.16「雨上がりのあさに」（2023年2月22日 - 26日、シアターグリーン BIG TREE THEATER）- 木谷夕夏役
- 演劇ユニット ミチスガラ「寓話のゴーグル」（2023年4月26日 - 5月1日、上野ストアハウス）- 鈴木あやの役
- イルカ団「恋するアンチヒーロー」（2023年6月21日 - 7月2日、上野ストアハウス）- 菜々役（Aチーム）
- OYUUGIKAIプロデュース「OYUUGIKAI 2023」（2023年10月5日 - 9日、池袋シアターグリーン BOX in BOX THEATER）- さくら・白雪姫役
- SECOND HOUSE「七つ鐘がなる前に」（2023年11月8日 - 12日、シアターKASSAI）- アン役
- サヨナラワールド事務局イマーシブシリーズ「思い出の学校」（2023年11月25日 - 26日、みらい館大明）- 女生徒役
- 神田時来組「時来組 蒲田行進曲」（2023年12月13日 - 17日、俳優座劇場）- 姫ノ木絹代（お仙）役

#### 2024年
- おぶちゃ7周年記念公演「Joie！(ジョア！)」（2024年2月7日 - 11日、東京芸術劇場シアターウエスト） - 槇原直美役
- イルカ団Presents「ドラキュラ!!『Dies irae』」（2024年9月28日 - 10月6日、上野ストアハウス）- ルーシー・ウェステンラ役

#### 2025年
- イルカ団Presents「アルセーヌ・ルパン!!!『le RETOUR D'!!』」（2025年1月22日 - 2月2日、ウッディシアター中目黒）-ジャンヌ・ブルジョワ/ル・バリュ役

### テレビ
- メレンゲの気持ち（2018年7月28日、日本テレビ） - 姉・板野友美と共演
- 有田哲平の夢なら醒めないで（2018年9月18日、TBS）
- 有吉反省会（2018年11月10日、日本テレビ）
- おぎやはぎの「ブス」テレビ（AbemaTV）
- アウト×デラックス（2019年5月30日、フジテレビ）
- リアル脱衣麻雀（2022年-、刺激ストロングチャンネル）
- ロンドンハーツ（2024年4月2日、テレビ朝日）

### 映画
- 映画「ピンクとグレー」（2016年）
- 映画「CUTIE HUNEY TEARS」（2016年）
- 映画「ほっぷすてっぷじゃんぷッ！12」（2019年12月16日公開） - 今日子 役
- 短編映画「家族の地図」（2019年7月公開） - 弥生 役
  - 山形国際ムービーフェスティバル ノミネート作品

### ドラマ
- 平成猿蟹合戦図（2014年、WOWOW）
- TBS日曜劇場「ナポレオンの村」第3話（2015年8月9日、TBS） - 小梢梨花 役
- ショートムービー「真実はくちどけに」 - 橋本千夏 役

### ラジオ
- 劇団マチダックス 板野成美の1,2,3,4！[9]（2018年11月15日 - 2021年3月18日（毎月第3木曜日に配信）・FM HOT 839）
- 百山月花のムーンジックラジオ（2021年11月14日放送・市川うららFM）

### ライブ配信番組
- 麻雀スリアロチャンネル ぴよぴよ！乙女麻雀スクール[10] （ニコ生・FRESH LIVE）
- 第二日曜劇場 百山月花の月刊ももすた編集部
  - 2021年8月8日[11]
  - 2022年5月8日[12]
  - 2022年8月14日[13]
  - 2022年11月13日[14]
  - 2022年12月4日[15]
  - 2023年4月9日[16]
  - 2023年8月13日
  - 2024年3月17日
  - 2024年10月13日
- 人狼スリアロLIVEチャンネル[17]（2022年4月9日放送）

### WEB
- 日本コカ・コーラ スプライト「スプラッシュカート＠伊豆白浜」（2014年）[8]
- サブウェイ 「道行く人にガチでサブウェイおねだりしてみた【腹ペコ板野成美】」（2015年6月16日 - ）
- 朝日新聞DIGITAL 【Tokyo Sake Project】（2019年11月20日 - 12月16日）[18][19]

### CM
- 三井住友銀行「いくぞ、ミライ。」（2015年）
- サブウェイ（2015年3月 - ）[3]「あなたのため」篇[20]

### ビデオパッケージ
- NTT ケータイ安全教室（2014年）[8]

### ミュージックビデオ
- SUPER BEAVER「愛する」（2015年）[21]
- HIPPY「Last Love」（2015年）[2][4]

### ゲーム
- √Letter ルートレター（2018年）/「中村BAR」外の少女 役（第4章）

## 作品

### DVD
- ここに、イタノ♡（2018年10月24日、イーネット・フロンティア）
- 恋してイタノ♡（2019年1月20日、ラインコミュニケーションズ）
- 板野にアイたい（2019年4月26日、エスデジタル）

### 書籍
- 板野成美1stフォトブック『会いたいの』（2022年3月1日、株式会社サンデザインワーク）撮影:スガハラコウジ[22]

### 声優
- 学研プラス（編） おとらんど 小学1年 さんすう・こくご（2019年5月16日発売） - ヨマザル 役

## 受賞歴
- 第1回「Actors Training Studio l'etoileグランプリ」ATS賞[23]
- 学研プラス おとらんど賞[24]
  - 完全投票型 声優オーディション「V-Next」にて受賞（2019年3月3日）